# Михалевич Іван Костянтинович
Іва́н Костянти́нович Михале́вич — український педагог, краєзнавець, громадський діяч.

## Біографічні відомості
Працював учителем Кам'янець-Подільської гімназії. Був міським головою Кам'янця-Подільського.

## Праці
- Каменецкая гимназия: Исторические записки о пятидесятилетии ее существования (1833 — 1883). — Каменец-Подольский, 1883.
- Подольская гимназия в Виннице. — Каменец-Подольский, 1890.
- Двадцатилетие Каменец-Подольской русской публичной библиотеки. — Каменец-Подольский, 1891.
- О прошедшем Подолии: Исторический очерк // Подольские епапархиальные ведомости. — 1895. — № 7—14.